# Jagare
Jagare (cyr. Јагаре) – wieś w Bośni i Hercegowinie, w Republice Serbskiej, w mieście Banja Luka. W 2013 roku liczyła 1291 mieszkańców.